# نادي الحرية (مصر)
نادي الحرية أو نادي الحرية الرياضي، هو نادي رياضي مصري يقع بمحافظة مطروح بمدينة الضبعة، تأسس عام 2000. يلعب بدوري الدرجة الثانية وصعد للقسم الثالث هذا الموسم 2024-2023.